# Dotilla fenestrata
Dotilla fenestrata is een krabbensoort uit de familie van de Dotillidae. De wetenschappelijke naam van de soort is voor het eerst geldig gepubliceerd in 1869 door Hilgendorf.